# Nouvelle-Prusse-Orientale

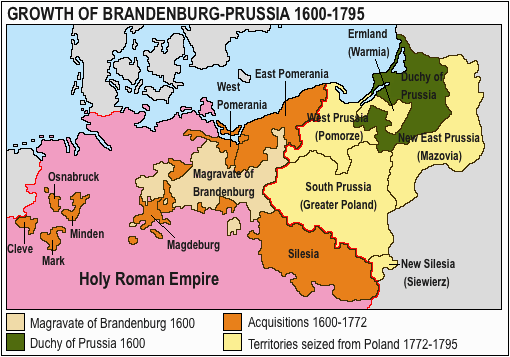
Les territoires acquis par la Prusse lors des trois partages de la Pologne sont en jaune : la Nouvelle-Prusse-Orientale est ici nommée en anglais : New East Prussia

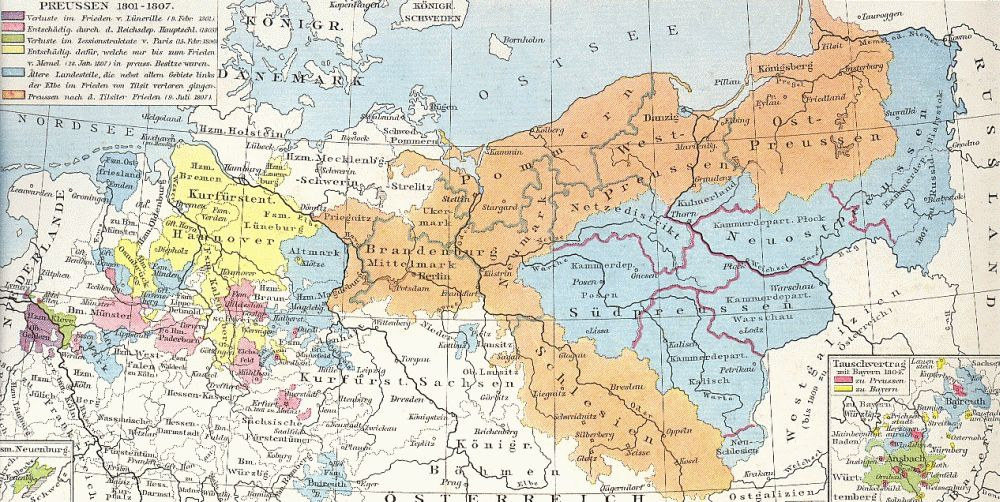
Carte de la Nouvelle-Prusse-Orientale (Neuostpreußen, en bleu) avec les départements de Białystok et de Płock, 1801-1807.

La Nouvelle-Prusse-Orientale (en allemand Neuostpreußen) est le nom donné à une province du royaume de Prusse constituée en 1795 de territoires polonais annexés lors du troisième partage de la Pologne. Sa capitale était Białystok. En 1807, lors du traité de Tilsit, les territoires de cette province sont annexés au grand duché de Varsovie ou à la Russie. 

## Historique

### Les partages de la Pologne
Lors du premier partage de la Pologne en 1772, le royaume de Prusse reçoit la province polonaise de Prusse royale, qui devient la Prusse-Occidentale ; lors du deuxième partage (1793), il reçoit la Cujavie (Poznań, Toruń) et l'ouest de la Mazovie (Kalisz) qui forment la province de Prusse-Méridionale. 
Au troisième, il reçoit 
- la Silésie orientale qui devient la province de Nouvelle-Silésie ;
- le reste de la Mazovie, y compris Varsovie, qui est intégré à la Prusse-Méridionale ;
- les régions de Białystok et de Płock qui forment la Nouvelle-Prusse-Orientale.

### Divisions administratives de la province
La Nouvelle-Prusse-Orientale est divisée en deux départements (Kriegs- und Domänen-Kammern) : Białystok et Płock, divisés en arrondissements.
- Département de Białystok
  - Białystok
  - Bielsk
  - Bobrz
  - Dombrowa
  - Drohiczyn
  - Kalwaria
  - Lomza
  - Mariampol
  - Suracz
  - Wigry

- Département de Płock
  - Lipno
  - Mlawa
  - Ostrolenka
  - Plozk
  - Przasnik
  - Pultusk
  - Wyszogrod

### Fin de la province
Après les victoires de Napoléon Ier sur la Prusse en 1806 (Iéna, Auerstaedt) et sur la Russie (Friedland), les dispositions du traité de Tilsit (juillet 1807) sont établies au détriment de la Prusse, alors que la Russie en sort bénéficiaire. 
Le territoire de la Nouvelle-Prusse-Orientale est réparti entre :
- le duché de Varsovie, État sous tutelle française, qui reçoit le département de Płock (et par ailleurs la Prusse-Méridionale) ;
- La Russie qui reçoit le département de Białystok.